# Franziskanerkloster Liegnitz
Koordinaten: 51° 12′ 25,2″ N, 16° 9′ 2,5″ O

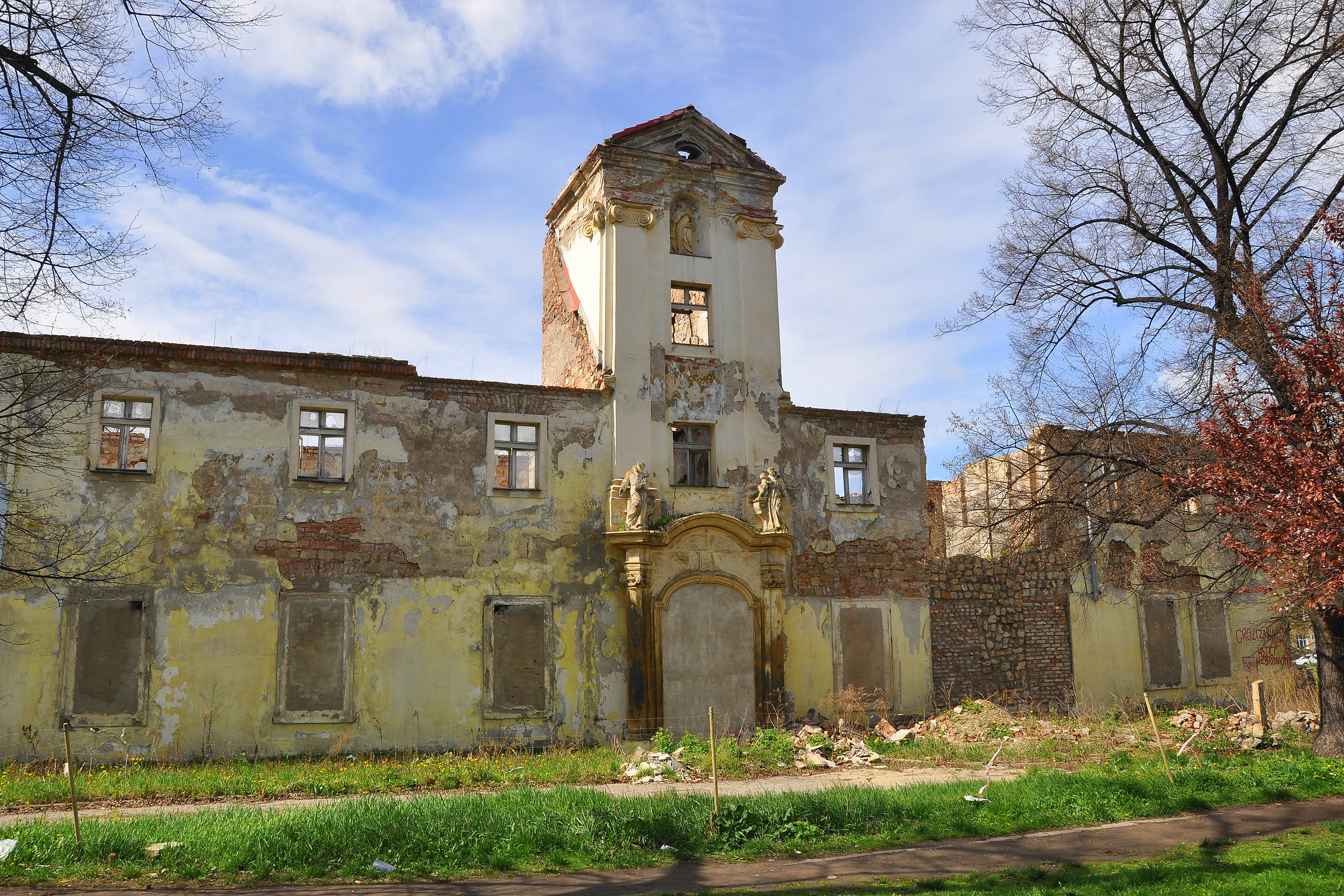
Ruinen des ehemaligen Franziskanerklosters (von 1725)

Das Franziskanerkloster Liegnitz war ein Kloster des Franziskanerordens (lateinisch Ordo fratrum minorum, deutsch: Orden der Minderen Brüder, Ordenskürzel OFM, auch Franziskaner-Observanten) in Liegnitz, im damaligen Herzogtum Liegnitz in Schlesien, seit 1945 Legnica in der Woiwodschaft Niederschlesien (Polen). Zwischen 1280 und 1284 wurde in Liegnitz bereits ein Kloster des damals noch ungeteilten Franziskanerordens gegründet, das sich später der Richtung der Franziskaner-Konventualen (oder Minoriten) anschloss und zur Sächsischen Franziskanerprovinz gehörte. 1475 erhielten Ordensbrüder der Franziskanischen Observanzbewegung innerhalb des Franziskanerordens vor dem Glogauer Tor der Stadt Liegnitz ein Grundstück geschenkt, auf dem nun ein zweites Franziskanerkloster errichtet wurde, das dem Böhmische Observantenvikariat angeschlossen wurde. Das Böhmische Observantenvikariat wurde 1517 nach der Teilung des Franziskanerordens zur Böhmischen Franziskanerprovinz. Für fast 50 Jahre bestanden nun zwei Franziskanerklöster in Liegnitz. 1524 sollte das Kloster der Franziskaner-Observanten vor der Stadt mit dem Kloster der Franziskaner-Konventualen in der Stadt vereinigt werden. Obwohl die Franziskaner-Observanten aus ihrem Kloster ausgewiesen wurden, weigerten sie sich, in den Konvent der Franziskaner-Konventualen zu ziehen und verließen die Stadt. Die Klostergebäude der Franziskaner-Observanten vor der Stadt wurden in den folgenden Jahren restlos beseitigt. 1700 kamen wiederum Franziskaner-Observanten nach Liegnitz. Da ihr altes Kloster zerstört war, bauten sie vor dem Haynauischen Tor vor Liegnitz ein neues Kloster. Dieses Kloster wurde 1810 säkularisiert.

## Lage
Das ursprüngliche Kloster der Franziskaner-Observanten soll nach Paul Scholz auf einem Platz vor dem Glogauer Tor an der gewöhnlichen Straße nach Glogau gelegen haben. Das Grundstück soll sich bis zum vorbeifließenden Fluße (Czarna Woda) ausgedehnt haben, der nördlich der Stadt fließt. Demnach lag das Kloster entweder westlich oder östlich der Straße mit der Nr. 333, die nach Norden aus der Altstadt herausführt, zwischen der Altstadt von Liegnitz und kurz vor dem Fluss. Die angegebenen Koordinaten sind daher nur eine Annäherung an das ursprüngliche Klostergelände (ungefähre Lage:). Die Klosterkirche war der Hl. Dreifaltigkeit geweiht. Von diesen ursprünglichen Klostergebäuden hat sich oberirdisch nichts erhalten. Nach Lucius Teichmann soll das alte Kloster der Franziskaner-Observanten „in der Nähe des Domes“ und „außerhalb der Stadtmauer“, und „vor dem Glogauer Tor“ gestanden haben. Die Liegnitzer Kathedrale (Kathedrale erst seit 1993) liegt aber im südlichen Teil der Altstadt von Liegnitz. Die Angaben sind damit in sich widersprüchlich. Das neuere Klostergebäude von 1707/15, heute Ruine, liegt westlich der Altstadt im Zwickel, der von der ul. Franciszkańska und der ul. Chojnowska gebildet wird (Lage:). Diese Klosterkirche hatte das Patrozinium zum Hl. Kreuz und der Schmerzhaften Muttergottes; sie wurde bereits 1812 vollständig abgetragen.

## Geschichte
Bereits zwischen 1280 und 1284 (1294?) wurde in Liegnitz ein Franziskanerkloster begründet, das dem hl. Johannes Evangelist geweiht war (daher auch Johanniskloster genannt). Es stand im Bereich des späteren Jesuitenkollegs, das 1714/20 an der Stelle des alten Klosters neu errichtet worden war. Anfang 1453 traf Johannes von Capistran, einer der Hauptvertreter der Observanzbewegung im Franziskanerorden, die das Armutsprinzip der Konvente wieder einführen wollte, auf seiner Reise von Dresden nach Breslau auch in Liegnitz ein. Er hatte jedoch keinen Erfolg mit seinen Bemühungen, die dortigen Ordensbrüder zur Observanzbewegung zu reformieren.
Im weiteren Verlauf der Geschichte wurden in Schlesien eine ganze Reihe von Klöstern der Observanzbewegung des Franziskanerordens neu gegründet, teilweise sogar auch in Städten, in denen bereits ein (nicht-reformiertes) Franziskanerkloster existierte, so dass es in einigen dieser Städte über einen Zeitraum von mehreren Jahrzehnten zwei Franziskanerklöster gab, so in Breslau, Glatz und Glogau, und ab 1475 auch in Liegnitz. Die Klöster der Franziskaner-Observanten (neu gegründete und einige reformierte ältere Klöster) wurden im Böhmischen Observantenvikariat zusammengefasst, die nichtreformierten Klöster in Schlesien bzw. die Klöster, die die milderen Martinianischen Konstitutionen  der Observanz befolgten, gehörten dagegen zur Sächsischen Franziskanerprovinz, darunter auch das ältere Kloster in Liegnitz.
Am 15. Oktober 1475 schenkte Herzog Friedrich II. von Liegnitz dem Provinzvikar des Böhmischen Observantenvikariats Paulus von Mähren den Bauplatz vor dem Glogauer Tor zum Bau eines Klosters. Sammter beschreibt den Platz wie folgt: „das Territorium bis zum Bächlein links der Fischhalter nebst den Haltern selbst, mit dem Brauhause und der Scheuer, soviel als zur Errichtung einer Kirche, eines Kirchhofes und eines Klosters nöthig sei.“
Die Kirche wurde der Hl. Dreifaltigkeit geweiht. Eine spätere Notiz (ungefähr von 1699) besagt, dass sie auch der Jungfrau Maria und der hl. Hedwig geweiht war. Letztere Nachricht muss jedoch mit größter Vorsicht aufgenommen werden, da zu diesem Zeitpunkt das Kloster schon mehr als 150 Jahre nicht mehr existierte. Die Geschichte dieses Klosters, das nur 49 Jahre existierte, ist nur äußerst spärlich dokumentiert.
1482 verpflichtete sich die Stadt Liegnitz, dass von den vier Mark jährlichen Zinses, den sie ihrem Bürger Nickel Jeskin schuldete, nach seinem Tod eine Mark der Kirche zum Hl. Kreuz, eine Mark dem Kloster der Franziskaner, eine Mark dem Kloster der Franziskaner-Observanten und eine Mark an das Schülerhospital in Liegnitz geben werden sollten.
Ende des 15. Jahrhunderts klagte der Kustos der Kustodie Goldberg über die mangelnde Ordenszucht der Franziskaner des Liegnitzer Johannis-Klosters. Möglicherweise war dies auch ein Grund dafür, weshalb Herzog Friedrich II. von Liegnitz 1516 den Pfarrer von Schweidnitz bat, er möge doch beim Papst erwirken, dass die beiden Franziskaner-Konvente in Liegnitz miteinander vereinigt werden, die Observanten in die Stadt in das Johanniskloster übersiedeln und die dortige Leitung des Klosters übernehmen sollten. Papst Leo X. entsprach seinem Wunsch und erließ am 14. Juli 1516 eine Bulle, in der er befahl, die drei außerhalb der Städte liegenden Klöster der Franziskaner-Observanten in Liegnitz, Neisse und Oppeln wegen der von den Türken ausgehenden Kriegsgefahr niederzureißen und ihnen die Leitung Konvente der Franziskaner-Konventualen in den Städten zu übertragen. Nach Scholz verzögerte jedoch das Generalkapitel die sofortige Umsetzung der Bulle des Papstes.
Schon 1512 hatten sich zudem die Observanten über die Konventualen beschwert, dass sie von diesen bedrückt würden, und machten daraufhin eine Eingabe.
Die Spannungen zwischen Observanten und Konventualen bzw. der Widerstand von Seiten der Konventualen gegen eine Vereinigung unter der Leitung der Observanten sowie die bald darauf erfolgte Ordensteilung verhinderten zunächst die Umsetzung der Forderung des Papstes in Liegnitz und auch in den zwei anderen genannten Städten.

### Ordensteilung und Teilung der Sächsischen Franziskanerprovinz
1517 führten diese Spannungen zwischen den Franziskaner-Observanten und den Franziskaner-Konventualen zur endgültigen Trennung in zwei eigenständige Orden durch Papst Leo X., in die Franziskaner (OFM) oder (Franziskaner)-Observanten (ohne Besitz) und in die Minoriten oder (Franziskaner)-Konventualen (mit Besitz). Das Böhmische Observantenvikariat hieß von nun an Böhmische Franziskanerprovinz, während die bisherige Böhmisch-Polnische Franziskanerprovinz in eine Böhmische und eine Polnische Minoritenprovinz geteilt wurde.

### Die Reformation und der (erneute) Versuch der Vereinigung der beiden Franziskanerklöster
Herzog Friedrich II. von Liegnitz wandte sich schon früh der Lehre Luthers zu und ließ in Liegnitz bereits seit Pfingsten 1522 im Sinne Luthers predigen. In der Fastenzeit 1524 war die Laienkommunion in beiderlei Gestalt eingeführt worden. Auch in der Klosterkirche St. Johannis der Franziskaner-Konventualen wurde bereits lutherisch gepredigt. Dagegen predigte Antonius von Breslau in der Dreifaltigkeitskirche der Franziskaner-Observanten heftig gegen die Lehre Luthers. Anscheinend hatten seine Predigten einige Wirkung, so dass sich Herzog Friedrich II. zu einem recht drastischen Schritt entschloss, der Reformation in Liegnitz zum Erfolg zu verhelfen. Während der Fronleichnamsoktave 1524 (26. Mai bis 2 Juni) wurden die Observanten aus ihrem Kloster vertrieben. Angeblich mussten sie letztendlich das Kloster innerhalb einer Stunde verlassen und konnten kaum die wichtigsten Dinge zusammenpacken. Sie wurden in das Johanniskloster der Konventualen eskortiert. Eine vor dem Kloster aufgestellte Wache sollte eine Rückkehr verhindern. Im Johanniskloster sollten sich die beiden Konvente zu einem Konvent, nun aber unter der Leitung der Konventualen, vereinigen und die lutherische Lehre annehmen. Die Observanten lehnten dies ab und verließen nach nur acht Tagen im Johanniskloster die Stadt. Es ist nicht bekannt, wohin sie sich wandten. Aber auch das Konventualen-Kloster stand spätestens 1541 leer.

### Zerstörung des Observanten-Klosters außerhalb der Stadt
Das verlassene Kloster der Franziskaner-Observanten wurde nun im Zuge des Baus von neuen Verteidigungsanlagen um die Stadt Liegnitz herum abgebrochen und vollständig beseitigt. Nicht einmal die genaue Lage des ehemaligen Kloster ist bekannt.

### Erneute Gründung eines Franziskanerklosters in Liegnitz
Am 5. April 1700 genehmigte Kaiser Leopold I. in seiner Funktion als böhmischer König den Franziskanern der Böhmischen Ordensprovinz die Errichtung eines neuen Klosters in Liegnitz. Ihr altes Kloster und ihre Dreifaltigkeitskirche vor dem Glogauer Tor waren zerstört. Das frühere Kloster der Franziskaner-Konventualen hatte er 1698 den Jesuiten überlassen, die seit 1688 in Liegnitz tätig waren, aber bisher keine geeignete Unterkunft gefunden hatten. Die Jesuiten errichtetem auf dem Areal zwischen 1714 und 1720 das neue Jesuitenkollegium und auch eine neue Kirche.
Kaiser Leopold spendete den Franziskanern 1800 Reichstaler (Reisch fälschlich: 18.000 Reichstaler!) zum Ankauf von Grundstücken vor dem Haynauer Tor für den Neubau von Klostergebäuden. Das größte Grundstück, ein Garten im Besitz des Liegnitzer Bürgermeisters Caspar Josef Schwartz, konnte für 1200 Reichstaler erworben werden. Eine angrenzende Parzelle mit einem kleinen Haus im Besitz des Franz Hiller kostete 250 Reichstaler und eine weitere angrenzende Parzelle mit kleinem Haus im Besitz des Friedrich Groh konnte für 300 Reichstaler erworben werden. Die Abgabenverpflichtungen auf den gekauften Grundstücken mussten mit 88 Reichstalern und 12 Groschen endgültig abgelöst werden. Da dafür das gespendete Geld von Kaiser Leopold nicht hinreichte, bezahlte Bürgermeister Schwartz den Restbetrag aus eigener Tasche. Die Ordensbrüder richteten im Haus auf dem Grundstück des Friedrich Groh eine Notkapelle ein, in der am 14. Januar 1701 der erste Gottesdienst gefeiert wurde. Zur Feier des Gottesdienstes erschienen auch der Magistrat der Stadt und der Landeshauptmann des Fürstentums Liegnitz Christoph Wilhelm von Schaffgotsch mit seiner Frau. Die Rückkehr der Franziskaner wurde aber nicht durch die gesamte Stadtbevölkerung positiv aufgenommen. In der Nacht vor der ersten Heiligen Messe hatten evangelische Mitbürger mit Pferdeknochen die Scheiben der Notkapelle eingeworfen.

### Siegel
Das Siegel des (neuen) Konvents von Anfang/Mitte des 18. Jahrhunderts zeigte ein Kreuz mit der Mater dolorosa. Die Umschrift lautete: SIGILLUM CONVENTUS LIGNICENSIS FRATR. MIN. REFORM.

### Neubau des Klosters
Am 27. April 1707 konnte feierlich der Grundstein für das neue Kloster und die Klosterkirche gelegt werden. Die Kirche wurde am 28. August 1715 vom Breslauer Weihbischof Daniel Sommerfeld zu Ehren des Hl. Kreuzes und der Schmerzhaften Muttergottes feierlich eingeweiht.
Nach Wrbczansky maß die Kirche 53 Ellen (Prager Elle rd. 60 cm, also ca. 32 m) in der Länge und 30 Ellen (ca. 18 m) in der Breite. In der Kirche standen insgesamt 10 Altäre. Die Konventsgebäude bildeten ein Quadrat mit jeweils 164 Ellen (rd. 98 m) Seitenlänge. Der Garten maß 224 Ellen in der Länge, die Breite betrug am östlichen Ende 157 Ellen, am westlichen Ende 144 Ellen, in der Mitte 164 Ellen. Das Konventsgebäude hatte 30 Zellen, zwei Gästeräume, ein Krankenzimmer, zwei Vorratsräume und eine Bibliothek. Es gab einen separaten Bereich für das Provinzialat mit Sekretariat. Liegnitz war als Noviziat vorgesehen. Der Konvent hatte 21 Ordensbrüder und fünf Novizen. Die Ordensbrüder fristeten jedoch ein ärmliches Leben, da sie in der überwiegend evangelischen Stadt nur wenige Spenden erhielten. Ab 1714 bekamen sie von Kaiser Joseph I. jedes Jahr zwei Malter Korn als Almosen. 1728 erhielten sie zusätzlich eine Tonne Salz.
Bemerkenswert an der Kirche war, dass sie insgesamt 10 Krypten hatte, in denen neben den Ordensbrüdern vor allem weltliche Personen bestattet wurden. Von 1717 bis 1759 fanden 21 Ordensbrüder ihre letzte Ruhe in der Ordenskirche. Demgegenüber wurden von 1710 bis 1754 insgesamt 215 Laien in der Kirche bestattet.

### Preußische Zeit
1740 eroberte Friedrich II. Schlesien, und mit dem Frieden von Berlin kam Schlesien 1742 an Preußen. In den 1750er Jahren drängte Friedrich II. auf die Loslösung der schlesischen Klöster sämtlicher Orden von den jeweiligen Mutterprovinzen in Österreich, Böhmen und Mähren. 1755 entsprach der Generalminister der Franziskaner seiner Forderung und bildete aus den in Preußisch-Schlesien gelegenen Franziskanerklöstern der Böhmischen Ordensprovinz eine neue Schlesische Franziskanerprovinz zur hl. Hedwig, der nun auch das Kloster in Liegnitz angehörte.

### Übernahme des katholischen Gymnasiums
1773 wurde der Jesuitenorden verboten. Auf das Verbot hin mussten die Jesuiten auch die Führung des katholischen Gymnasiums in Liegnitz aufgeben. Die Regierung versuchte nun, die Franziskaner zur Übernahme des Gymnasiums zu gewinnen. Nach einigem Zögern erklärten sie sich dazu bereit, gegen Erstattung der baulichen Kosten und ein Holzdeputat. Allerdings wurde das katholische Gymnasium nicht gut angenommen, auch nicht von der katholischen Bevölkerung von Liegnitz, die ihre Kinder lieber auf das evangelische städtische Gymnasium schickten, da die Kinder hier mehr lernten. 1800 wurde deshalb das katholische Gymnasium aufgelöst.

### Die Aufhebung des Klosters
Auf der Grundlage des von König Friedrich Wilhelm III. von Preußen am 30. Oktober 1810 veranlassten Säkularisationsedikts wurde das Franziskanerkloster Liegnitz vom preußischen Staat eingezogen. Der Wert des Grundvermögens wurde mit 5363 Gulden, das Gesamtvermögen nach Abzug der Passiva mit 5388 Gulden taxiert. Mit der Verstaatlichung des Konvents in Liegnitz und der übrigen neun Franziskanerklöster in (Preußisch-)Schlesien erlosch auch die Schlesische Franziskanerprovinz zur hl. Hedwig.
Bei der Aufhebung des Klosters 1810 zählte der Konvent noch sieben Mitglieder: den Guardian, drei (weitere) Geistliche und drei Laienbrüder.

### Nachnutzung der Gebäude
Die Klosterkirche wurde bereits 1812 abgetragen. Die Konventsgebäude wurden zu einem Handels- und Dienstleistungszentrum umgewandelt. 1992 wollte der polnische Staat den ruinösen Gebäudekomplex der polnisch-schlesischen Franziskanerordensprovinz schenken. Diese musste das Geschenk jedoch ablehnen, da sie nicht die Mittel hatte, die Gebäude zu sanieren. Die Ruinen sind noch vorhanden.

### Guardiane und andere Klosterämter
Der Guardian war der Vorsteher (oder Oberer) des Klosters. Er wurde auf dem Provinzkapitel gewählt. Die Amtszeit betrug in der Regel drei Jahre, eine Wiederwahl war möglich. Allerdings konnten auch auf Zwischenkapiteln neue Guardiane gewählt oder bestätigt werden, die somit kürzere Amtszeiten hatten. Die geklammerten Zahlen in der Tabelle sind lediglich Nachweise, nicht der Zeitpunkt der Ernennung (oder die Dauer der Amtszeit). Der Stellvertreter des Guardians war der Vikar. In kleineren Klöstern war der Präses (oder Praesidens) der Vorsteher (oder Obere). Er wurde vom Provinzial ernannt und fungierte besonders in den ersten Jahren einer Klosterneugründung als Klostervorsteher.
| Amtszeit      | Guardian/Praesidens                            | Sonstige Ämter und Anmerkungen |
| ------------- | ---------------------------------------------- | --- |
| 1700 bis 1704 | Gervasius Haucke                               | Praesidens! 1698 Guardian in Trübau |
| 1704 bis 1705 | Anastasius Kropp                               | Praesidens! |
| 1705 bis 1706 | Victorinus Winter                              | Praesidens! er war 1704 bis 1705 und 1706 bis 1708 Guardian im Franziskanerkloster Haindorf |
| 1706 bis 1710 | Valentinus Stricker                            | Praesidens! 1701 bis 1702 Guardian in Breslau, 1703 bis 1706 Guardian in Znaim, 1710 bis 1711 Praesidens in Liegnitz, 1711 bis 1712 Praesidens in Goldberg, 1713 bis 1714 Guardian in Jauer                                                   |
| 1710 bis 1711 | Elias Freisinger                               | Praesidens! er war 1708 bis 1709 Guardian in Neisse, 1712 Praesidens in Goldberg |
| 1711 bis 1716 | Joannes Baptist Lorentz                        | Praesidens! er war 1702 bis 1703 Guardian in Haindorf, 1703 bis 1706 nur Praesidens, 1706 bis 1707 erster Guardian in Ratibor, 1707 bis 1708 Guardian in Breslau, schrieb eine Abhandlung über Wunder und Andacht zu den Vierzehn Nothelfern. |
| 1716 bis 1719 | Joannes Baptist Lorentz                        | erster Guardian! |
| 1719 bis 1720 | Bonavita Springer                              | er war 1721 bis 1722 Guardian in Breslau, 1722 bis 1727 Guardian in Glatz |
| 1720 bis 1723 | Joannes Baptist Lorentz                        | 2. Amtszeit |
| 1723 bis 1724 | Basilius Frantzke                              | er war 1701 bis 1702 Guardian in Neuhaus, 1704 bis 1706 Guardian in Leobschütz, 1708 bis 1709 Praesidens in Goldberg, 1725 bis 1726 Guardian in Znaim                                                                                         |
| 1724 bis 1725 | Joannes Baptist Lorentz                        | 3. Amtszeit |
| 1725 bis 1726 | Ubaldus Majer                                  | |
| 1726 bis 1727 | Donatus Jiscke                                 | |
| 1727 bis 1729 | Castulus Laubner                               | er war 1725 bis 1726 Guardian in Tachau |
| 1729 bis 1732 | Leopoldus Stecker                              | er war 1726 bis 1727 Guardian in Znaim |
| 1732 bis 1733 | Sigismundus Seitner                            | er war 1726 bis 1730 Guardian in Kaaden, 1740 bis 1742 Guardian in Neuhaus |
| 1733 bis 1734 | Antonius Frantzke                              | er war 1731 bis 1733 Guardian in Breslau |
| 1734 bis 1735 | Benevenutus Peter                              | er war 1738 bis 1739 Guardian in Breslau |
| 1735 bis 1736 | Christophorus Mentzel                          | er war 1729 bis 1730 Guardian in Haindorf, 1731 bis 1734 Guardian in Leobschütz, 1735 bis 1736 Guardian in Liegnitz, 1736 bis 1738 Guardian in Olmütz                                                                                         |
| 1736 bis 1737 | Sigismundus Basello                            | er war 1737 bis 1738 Guardian in Kremsier |
| 1737 bis 1740 | Leopoldus Stecker                              | zweite Amtszeit |
| 1740 bis 1741 | Theodulus Baudisch                             | erste Amtszeit |
| 1741 bis 1742 | Terentianus Höllinger                          | er war 1752 bis 1753 Vikar in Leobschütz |
| 1742 bis 1745 | Theodolus Baudisch                             | zweite Amtszeit |
| 1745 bis 1746 | Rupertus Kreutz                                | |
| (1752)        | Coelestinus Hein († 7. Oktober 1763 in Glogau) | Firmatus Dollhopff, Vikar und Novizenmeister er war 1751 bis 1752 Guardian in Goldberg, 1755 bis 1757 Guardian in Ratibor, |
| (1754)        | Stanislaus Kinne                               | er war 1746 Festtagsprediger in Breslau, 1758 Prediger in Glogau, Sosimus Otto, Vikar & Novizenmeister, Amatus Schubert, Sonntagsprediger, Udalricus Rossmann, Festtagsprediger, Sabinus Bayer                                                |
| (1758)        | Bartholomaeus Fritz                            | Praesidens! (nicht Guardian), Christianus Fengler, Vikar, Clemens Pohl, Sonntagsprediger |
| (1764)        | Christianus Fengler                            | er war 1779 Provinzial, Philibertus Geisler, Vikar, Donatianus Wolf, Prediger |
| (1769)        | Zephyrinus Ridiger                             | 1787 bis 1789 Provinzial, Canferinus Dietsche, Definitor, Valerianus Stolpe, Vikar |
| 1778          | Columbanus Richter                             | Zenobius Legotka, Vicarius |
| (1779)        | Philipp Hirschberger                           | Benedictus Fengler, Definitor und Gewöhnlicher Prediger, Hermannus Rosner, Vikar, Columbanus Richter, Leiter des Gymnasiums, Pacificus Kloschke, Festtagsprediger, Vitalis Büttner, Professor am Gymnasium                                    |
| 1780 bis 1782 | Franciscus Melchiori                           | Benedictus Fengler, Prediger, Daniel Schmid, Vikar, Petrus Jockisch, Festtagsprediger, Samuel Richter & Peter Grüner, Professoren |
| (1789)        | Servulus Böheim                                | Daniel Schmidt, Vikar, Otto Gottwald, Sonntagaprediger, Samuel Richter, Professor und Präfekt der Schule, Petrus Gruner, Professor |